# Danaus affinis ssp. jimiensis
Danaus affinis jimiensis је подврста Danaus affinis, врсте инсекта из реда лептира (Lepidoptera) и породице шаренаца (Nymphalidae). 

## Распрострањење
Ареал подврсте је ограничен на једну државу. Папуа Нова Гвинеја је једино познато природно станиште подврсте.

## Станиште
Подрста је присутна на подручју острва Нова Гвинеја. 

## Угроженост
Ова подврста се сматра рањивом у погледу угрожености од изумирања.